# Mari Jungstedt
Mari Jungstedt (Stoccolma, 31 ottobre 1962) è una giornalista e scrittrice svedese di letteratura poliziesca.
Jungstedt ha lavorato come reporter nella radio e nella televisione pubblica nazionale svedese, e un presentatore occasionale del talk show Förkväll di TV4.
I suoi primi cinque romanzi sono ambientati sull'isola di Gotland e hanno come protagonisti il detective Anders Knutas e il giornalista Johan Berg. Due dei suoi romanzi sono diventati film per la televisione svedese, e il suo lavoro è stato tradotto in inglese da Tiina Nunnally. Nel 2012, il suo libro The Dead of Summer è stato rilasciato negli Stati Uniti d'America dalla casa editrice Stockholm Text.
Mari Jungstedt vive a Stoccolma. Suo marito è di Visby, Gotland, e passano l'estate in Gotland.

## Opere
- (2003) Den du inte ser; traduzione inglese: Unseen (2006)
- (2004) I denna stilla natt; traduzione inglese: Unspoken (2007)
- (2005) Den inre kretsen; traduzione inglese: The Inner Circle / titolo dell'U.K.: Unknown (2008)
- (2006) Den döende dandyn; traduzione inglese: The Killer's Art (edizione U.K. del 2010, edizione U.S.A. del 2013)
- (2007) I denna ljuva sommartid; traduzione inglese: The Dead of Summer (edizione U.K. del 2011, edizione U.S.A. del 2013)
- (2008) Den mörka ängeln; traduzione inglese: Dark Angel (edizione U.K. del 2012, edizione U.S.A. del 2014)
- (2009) Den dubbla tystnaden; traduzione inglese: The Double Silence (2013)
- (2010) Den farliga leken; traduzione inglese: The Dangerous Game (2014)
- (2011) Det fjärde offret
- (2012) Den sista akten
- (2013) Du går inte ensam